# Aleksandr Borzow
Aleksandr A. Borzow (ros. Александр Александрович Борзов, ur. 1874, zm. 1939), rosyjski geograf, geomorfolog i kartograf. 
Od 1918 profesor uniwersytetu w Moskwie, w latach 1927–1938 redaktor czasopisma "Ziemlewiedienije". 
Prowadził badania głównie w dziedzinie geomorfologii. Autor wielu map geomorfologicznych oraz redaktor map w pierwszym wielkim radzieckim atlasie świata. Jego imieniem nazwano m.in. wulkan na Kurylach i lodowiec w północnej części Uralu.